# Gonzalo García (calciatore 2004)
Gonzalo García Torres (Madrid, 24 marzo 2004) è un calciatore spagnolo, attaccante del Real Madrid.

## Caratteristiche tecniche
Attaccante dal fisico forte e possente, può svariare su tutto il fronte offensivo. È dotato di grande velocità soprattutto nel contropiede ed è in possesso di una buona struttura fisica che lo rende molto pericoloso nel gioco aereo, risulta utile sia in fase di costruzione che finalizzazione. Inoltre è anche abile nel dribbling e ad andare in pressing sugli avversari lasciandoli poco spazio per muoversi. Per lo stile di gioco e la grande carisma è stato paragonato alla leggenda del Real Madrid Raul Gonzalez.

## Carriera

### Club
Approdato nel settore giovanile del Real Madrid all'età di 10 anni, vi ha percorso tutta la trafila (fatta eccezione per l'annata 2018-2019 trascorsa al Maiorca) vince anche l'Alkass Cup dove, nella finale contro l'Inter, García con un cross permette al suo compagno di squadra Ekaitz Redondo di segnare il gol del 5-0.  Nel 2022 approda al Real Madrid Castilla.
Il 26 marzo 2022 ha debuttato con le riserve dei Blancos nell'incontro di Primera División RFEF pareggiato 1-1 contro il Linense; promosso in pianta stabile a partire dalla stagione 2023-2024, ha segnato i suoi primi gol il 27 agosto mettendo a segno una doppietta contro il Melilla. Il 26 novembre dello stesso anno ha fatto il suo esordio in prima squadra nella partita di Primera División vinta 3-0 contro il Cadice.
Il 5 febbraio 2025 ha segnato il suo primo gol in prima squadra, nella partita di Coppa del Re contro il Leganés, nei minuti di recupero del secondo tempo portando le Merengues alla vittoria per 3-2. Nella fase a gironi della Coppa del mondo per club FIFA 2025 è stato preferito al suo compagno Endrick dal neo allenatore delle Merengues Xabi Alonso, ripagando completamente la sua fiducia. Infatti è andato a segno nell'1-1 contro l'Al-Hilal e nel 3-0 sul Salisburgo, mentre agli ottavi di finale realizza il gol del 1-0 contro la Juventus e ai quarti va in rete contro il Borussia Dortmund con una vittoria per 3-2. Con la squadra riserve si è inoltre laureato capocannoniere della Primera Federación con 25 reti in 36 incontri.

### Nazionale
Ha giocato nella nazionale spagnola Under-18, e poi con la nazionale Under-19, nelle qualificazioni per l'europeo di categoria 2023, García con un suo passaggio permette a Víctor Barberá di segnare la rete del 4-0 battendo l'Ucraina: ottenuto l'accesso all'europeo Under-19, García con un assist di cui ancora Barberá beneficia consente a quest'ultimo di aprire le marcature nella vittoria per 5-0 contro la Grecia.

## Statistiche

### Presenze e reti nei club
Statistiche aggiornate al 6 luglio 2025.
| Stagione                | Squadra                 | Campionato              | Campionato | Campionato | Coppe nazionali | Coppe nazionali | Coppe nazionali | Coppe continentali | Coppe continentali | Coppe continentali | Altre coppe    | Altre coppe | Altre coppe | Totale | Totale | Totale |
| Stagione                | Squadra                 | Comp                    | Pres       | Reti       | Comp            | Pres            | Reti            | Comp               | Pres               | Reti               | Comp           | Pres        | Reti        | Pres   | Reti   |        |
| ----------------------- | ----------------------- | ----------------------- | ---------- | ---------- | --------------- | --------------- | --------------- | ------------------ | ------------------ | ------------------ | -------------- | ----------- | ----------- | ------ | ------ | ------ |
| 2022-2023               | Real M. Castilla        | PF                      | 10         | 0          | -               | -               | -               | -                  | -                  | -                  | -              | -           | -           | 10     | 0      |        |
| 2023-2024               | Real M. Castilla        | PF                      | 27         | 5          | -               | -               | -               | -                  | -                  | -                  | -              | -           | -           | 27     | 5      |        |
| 2024-2025               | Real M. Castilla        | PF                      | 36         | 25         | -               | -               | -               | -                  | -                  | -                  | -              | -           | -           | 36     | 25     |        |
| Totale Real M. Castilla | Totale Real M. Castilla | Totale Real M. Castilla | 73         | 30         |                 | -               | -               |                    | -                  | -                  |                | -           | -           | 73     | 30     |        |
| 2023-2024               | Real Madrid             | PD                      | 2          | 0          | CR              | 0               | 0               | UCL                | 0                  | 0                  | SS             | 0           | 0           | 2      | 0      |        |
| 2024-2025               | Real Madrid             | PD                      | 3          | 0          | CR              | 1               | 1               | UCL                | 0                  | 0                  | SU+SS+CInt+Cmc | 0+0+0+5     | 4           | 9      | 5      |        |
| Totale Real Madrid      | Totale Real Madrid      | Totale Real Madrid      | 5          | 0          |                 | 1               | 1               |                    | 0                  | 0                  |                | 5           | 4           | 11     | 5      |        |
| Totale carriera         | Totale carriera         | Totale carriera         | 78         | 30         |                 | 1               | 1               |                    | 0                  | 0                  |                | 5           | 4           | 84     | 35     |        |

## Palmarès

### Club
- Campionato spagnolo: 1

Real Madrid: 2023-2024

### Individuale
- Capocannoniere della Primera Federación: 1

2024-2025 (25 gol)
- Capocannoniere della Coppa del mondo per club FIFA: 1

2025 (4 reti)